# 회남동로
회남동로(淮南東路)는 송나라때 세워진 로중 하나로 지금의 화이허이북의 안후이성지역과 장쑤성 장강이북지역을 관할했다. 10주 2군 38현을 관할했으며 정강의 변이후 로 대부분의 지역이 금나라에 정복되었으나 남송의 반격으로 회남이북에 있던 숙주, 박주, 해주와 사주 일부를 제외한 전지역을 수복했다. 1162년(남송 고종 소흥 32년)에는 110,897호 278,954명의 주민들이 살았다.

## 행정구역

### 양주
대도독부로 군명은 광릉군이고 회남절도(淮南節度)가 파견되었다. 1072년(북송 신종 희녕 5년)고우군을 현으로 격하해 본주에 내속시켰다. 1086년(북송 철종 원우원년), 고우군을 복구하면서 옛 고우군지역이 이탈했다. 회남동로병마검할이 주의 군정을 맡았으나 1127년(남송 고종 건염 원년)에 사부(師府)가 추가되었다. 1128년(남송 고종 건염 2년)고종이 잠시 방문했다. 1130년(남송 고종 건염 4년), 진양진무사(真、揚鎮撫使)를 두었으나 얼마못가 폐지되었다. 숭녕연간에는 56,485호 107,579명을 거느렸다. 백색 모시, 완석(莞席), 구리거울 공납으로 바쳤다. 1현을 두었으나 남송대에 2현이 증설되었다.
| 현급   | 한자   | 대략적 위치           | 현급 | 비고 |
| ------ | ------ | --------------------- | ---- | --- |
| 강도현 | 江都縣 | 양저우 시             | 緊   | 1072년 광릉현을 통폐합했다. |
| 광릉현 | 廣陵縣 |                       | 緊   | |
| 태흥현 | 泰興縣 | 타이저우 시 타이싱 시 | 中   | 1135년(남송 고종 소흥 5년)태주에서 본주로 이관되었다. 1140년 태주로 이관되었다가 1142년다시 양주에 내속되었고 일부지역이 해릉현으로 이관되었다. 1159년 원래대로 복구했다. |

### 박주
망급주로 군명은 초군이다. 본래 방어주였으나 1014년(북송 진종 대중상부 7년)집경군절도(集慶軍節度)가 파견되었다. 금나라가 정복했다. 숭녕연간에는 130,119호 183,581명을 거느렸다. 추사(縐紗), 견직물을 공납으로 바쳤다. 7현을 두었다.
| 현급   | 한자   | 대략적 위치                | 현급 | 비고                                         |
| ------ | ------ | -------------------------- | ---- | -------------------------------------------- |
| 초현   | 譙縣   | 보저우 시                  | 望   |                                              |
| 성부현 | 城父縣 | 보저우 시 차오청 구 성부진 | 望   |                                              |
| 찬현   | 酇縣   | 상추 시 융청 시 찬성진     | 望   |                                              |
| 영성현 | 永城縣 | 상추 시 융청 시            | 望   |                                              |
| 위진현 | 衛真縣 | 상추 시 루이 현            | 望   | 1014년 당나라 진원현(真源縣)에서 개명되었다. |
| 녹읍현 | 鹿邑縣 | 상추 시 루이 현 시량진일대 | 緊   |                                              |
| 몽성현 | 蒙城縣 | 보저우 시 멍청 현          | 望   |                                              |

### 숙주
상급주로 군명은 부리군(符離郡)이다. 960년(북송 태조 건륭 원년) 방어주로 올렸다. 968년(북송 태조 개보 원년) 보정군절도(保靜軍節度)가 파견되었다. 5현을 관할했으나 소흥연간에 홍현을 초주로 이관시켰고 후에 금나라가 점령했다. 숭녕연간에는 91,483호 177,379명을 거느렸다. 견직물을 공납으로 바쳤다. 4현을 두었다.
| 현급   | 한자   | 대략적 위치                | 현급              | 비고 |
| ------ | ------ | -------------------------- | ----------------- | --- |
| 부리현 | 符離縣 | 쑤저우 시                  | 望                | |
| 기현   | 蘄縣   | 쑤저우 시 융차오 구 기현진 | 望                | |
| 임환현 | 臨渙縣 | 화이베이 시 임환진         | 緊                | 1014년 박주로 옮겨졌다가 1017년(북송 태종 천희 원년)에 복구되었다. |
| 영벽현 | 靈壁縣 | 쑤저우 시 링비 현          | 쑤저우 시 링비 현 | 1086년 홍현의 영벽진(零壁鎮)을 현으로 승격시키면서 만들어졌다. 동년 7월, 진으로 격하되었다가 1092년 2월 영벽진을 현으로 복구했다. 1117년(북송 휘종 정화 7년)영벽을 지금의 영벽으로 바꿨다. |

### 초주
긴급주로 군명은 산양군이고 단련이 파견되었다. 건덕초에 우이현을 사주에 속했고 976년(북송 태조 개보 7년) 염성현이 본주로 내속되었다. 977년(북송 태종 태평흥국 2년), 염성현이 재이관되었다. 1072년 연수군(連水軍)을 현으로 격하시킨 뒤 연수현이 본주로 내속되었다. 1087년(북송 철종 원우 2년), 연수군을 복구했다. 1130년(남송 고종 건염 4년) 초사주연수군진무사(楚泗承州漣水軍鎮撫使), 회남안무제치사(淮東安撫制置使), 경동하북진무대사(京東河北鎮撫大使)가 설치되었다. 1135년(남송 고종 소흥5년), 승주 2현, 화주, 여주, 호주, 황주, 저주, 초주의 1현을 폐지하고 진관을 두었다. 1162년 연수군이 폐지되어 연수현을 다시 본주로 내속시켰다. 1217년(남송 영종 가정 10년)안무사공사(安撫司公事)가 설치되었다. 1227년(남송 이종 보경 3년) 보응현이 주로 승격되었다. 1228년(남송 이종 소정 원년)산양현을 회안군으로 승격시켰다. 1234년(남송 이종 단평 원년)군을 회안주로 승격시켰다. 숭녕연간에는 78,549호 207,202명을 거느렸다. 저포를 공납으로 바쳤다. 4현을 두었다.
| 현급   | 한자   | 대략적 위치                      | 현급 | 비고 |
| ------ | ------ | -------------------------------- | ---- | --- |
| 산양현 | 山陽縣 | 화이안 시                        | 望   | 건염시기 금나라에 정복되었다가 1131년 수복했다. 1228년 회안군으로 승격되면서 회안현으로 개명되었다.                |
| 염성현 | 鹽城縣 | 옌청 시                          | 上   | 구염장(九鹽場)이 있다. 건염시기 금나라에 정복되었다가 1131년 연수현에 속했다가 1133년 본주로 내속되었다.           |
| 회음현 | 淮陰縣 | 화이안 시 화이인 구 남진집진일대 | 中   | 1135년 진으로 격하되었다가 1136년 현으로 복구되었다. 1214년(남송 영종 가정 7년)치소가 팔리장(八里莊)으로 옮겨졌다. |
| 보응현 | 寶應縣 | 양저우 시 바오잉 현              | 緊   | 1227년 보응주로 승격되면서 여고현을 속현으로 두게 되었다.                                                          |

### 해주
상급주로 군명은 동해군이고 단련이 파견되었다. 건염연간에 금나라에 속했으나 1137년 수복했다. 융흥초에 일부가 금나라 할양되어 산동로에 속하게 되었고 연수현을 본주로 내속시켰다. 이때 금나라에 할양된 곳들은 1219년(남송 영종 가정 12년)수복되었다. 보경말년에 이전이 근거지로 삼았다. 1231년(남송 이종 소정 4년)이전이 정복당한 뒤 수복되었다. 1235년동해현으로 주의 치소가 옮겨졌다. 1252년(남송 이종 순우 12년)전자단(全子璮)이 반란을 일으키자 구산현으로 옮겨졌다. 1261년(남송 이종 경정 2년)단이 죽자 서해주가 설치되었다. 숭녕연간에는 54,830호 99,750명을 거느렸다. 견직물, 노루가죽, 사슴가죽을 공납으로 바쳤다. 4현을 두었다.
| 현급   | 한자   | 대략적 위치                  | 현급 | 비고 |
| ------ | ------ | ---------------------------- | ---- | ---- |
| 구산현 | 朐山縣 | 롄윈강 시 하이저우 구        | 緊   |      |
| 회인현 | 懷仁縣 | 롄윈강 시 간위 구 감마진     | 中   |      |
| 목양현 | 沐陽縣 | 쑤첸 시 수양 현              | 中   |      |
| 동해현 | 東海縣 | 롄윈강 시 롄윈 구 조양진일대 | 中   |      |

### 태주
상급주로 군명은 해릉군이고 단련이 파견되었으나 967년(북송 태조 건덕 5년)군사주로 조정되었다. 1129년 금나라에 정복되었다가 얼마못가 수복했다. 1130년 통,태진무사가 설치되었다. 1140년, 태흥현으로 치소가 옮겨지다가 해릉현에 통폐합되었으나 이후 원상복귀했다. 원래 4현을 두었으나 1142년 태흥현을 양주로 옮기고 1130년 흥화현을 고우군으로 옮겼다. 숭녕연간에는 56,972호 117,274명을 거느렸다. 격치(隔織)를 공납으로 바쳤다. 2현을 두었다.
| 현급   | 한자   | 대략적 위치       | 현급 | 비고                          |
| ------ | ------ | ----------------- | ---- | ----------------------------- |
| 해릉현 | 海陵縣 | 타이저우 시       | 望   |                               |
| 여고현 | 如皋縣 | 난퉁 시 루가오 시 | 中下 | 976년 해릉감의 치소를 옮겼다. |

### 사주
상급주로 군명은 임회군이다. 961년(북송 태조 건륭 2년) 서성현을 폐지했다. 963년 초주의 우이현과 호주의 초신현을 본주로 내속시켰다. 1130년 초신현은 호주로 이관되었다. 1142년 금나라에 정복되었다가 수복되었다. 숭녕연간에는 63,632호 157,351명을 거느렸다. 견직물을 공납으로 바쳤다. 3현을 두었다.
| 현급   | 한자   | 대략적 위치                        | 현급 | 비고 |
| ------ | ------ | ---------------------------------- | ---- | --- |
| 임회현 | 臨淮縣 | 화이안 시 훙쩌호 서쪽(수몰되었다.) | 上   | 우이현이 초신군으로 분리되면서 주의 치소가 되었다.                                                         |
| 홍현   | 虹縣   | 쑤저우 시 쓰 현                    | 中   | 1139년 숙주에서 본주로 내속되었다.                                                                         |
| 회평현 | 淮平縣 |                                    | 上   | 1151년 옛땅이 금나라에 점령되었기에 임회현의 일부에서 분리신설했다. 우이현의 일부는 초신군으로 분리되었다. |

### 저주
상급주로 군명은 영양군(永陽郡)이고 군사가 파견되었다. 건염연간에는 저, 호주진무사가 설치되었으나 얼마못가 폐지되었다. 가희연간에는 왕가사(王家沙)로 치소가 옮겨졌다. 1264년 옛치소로 되돌렸다. 숭녕연간에는 40,026호 97,089명을 거느렸다. 3현을 두었다.
| 현급   | 한자   | 대략적 위치           | 현급 | 비고 |
| ------ | ------ | --------------------- | ---- | --- |
| 청류현 | 淸流縣 | 추저우 시             | 望   | |
| 전초현 | 全椒縣 | 추저우 시 취안자오 현 | 緊   | |
| 내안현 | 來安縣 | 추저우 시 라이안 현   | 望   | 남당에서 영양현을 내안현으로 개명했다. 1135년 청류현에 통폐합되었다가 1148년 분리되었다. 1173년(남송 효종 건도 9년)진으로 격하되었으나 1175년 현으로 복구되었다. |

### 진주
망급주로 군사가 파견되었다. 965년 상주(上州)에서 건안군(建安軍)으로 개명되었다. 996년(북송 태종 지도 2년) 양주의 육합현이 본주로 내속되었다. 1013년(북송 진종 대중상부 6년) 진주(真州)로 개명되었다. 1107년(북송 휘종 대관 원년) 망급주로 격상되었다. 1117년 군명이 의진군(儀真軍)으로 개명되었다. 1129년(남송 고종 건염 3년), 금나라에 정복되었다가 얼마못가 수복되었다. 숭녕연간에는 24,242호 82,043명을 거느렸다. 마로 만든 종이를 공납으로 바쳤다.
| 현급   | 한자   | 대략적 위치       | 현급 | 비고 |
| ------ | ------ | ----------------- | ---- | --- |
| 양자현 | 揚子縣 | 양저우 시 이정 시 | 中   | 본래 양주 영정현의 백사진(白沙鎭)이었다. 남당에서는 영란진(迎鑾鎮)으로 고쳤고 1127년 군으로 승격되었다. 1130년 군이 폐지되고 현으로 바뀌었다. 1141년 다시 군으로 승격되었다가 1142년 다시 현으로 돌아왔다. |
| 육합현 | 六合縣 | 난징시 류허 구    | 望   | |

### 통주
중급주로 군사가 파견되었다. 1117년 정해군(靜海軍)이 되었다. 1130년 금나라에 정복되었다가 수복했다. 숭녕연간에는 27,527호 43,189명을 거느렸다. 노루가죽을 공납으로 바쳤다. 2현을 두었다.
| 현급   | 한자   | 대략적 위치            | 현급 | 비고                                                          |
| ------ | ------ | ---------------------- | ---- | ------------------------------------------------------------- |
| 정해현 | 靜海縣 | 난퉁 시                | 望   | 후주에서 양주에 소속시켰으며 해문현과 함께 본주로 내속되었다. |
| 해문현 | 海門縣 | 난퉁 시 치둥 시 남양진 | 望   |                                                               |
| 이풍감 | 利豐監 | 난퉁 시 남             |      | 973년 치소를 주서남쪽 4리로 옮겼다.                           |

### 고우군
하급주와 급이 같으며 군명은 고사군(高沙郡)이고 군사가 파견되었다. 971년(북송 태조 개보 4년) 양주 고우현을 군으로 독립시켰다. 1072년 군이 폐지되면서 현으로 격하되었고 양주의 속현이 되었다. 1086년 다시 군으로 승격시켰고 1130년승주(承州)로 올렸다가 태주의 흥화현이 속현으로 옮겨졌다. 그리고 진무사가 설치되었다. 1135년 주가 폐지되자 현으로 격하되었고 다시 양주에 속했고 본현 군사가 화현을 겸했다. 1161년 군이 복구되었고 흥화현이 본군의 속현으로 들어왔다. 숭녕연간에는 20,813호 38,751명을 거느렸다. 1161년이전까지 1현을 두었으나 이후에는 2현을 두었다.
| 현급   | 한자   | 대략적 위치         | 현급 | 비고 |
| ------ | ------ | ------------------- | ---- | --- |
| 고우현 | 高郵縣 | 양저우 시 가오유 시 | 望   | |
| 흥화현 | 興化縣 | 타이저우 시 싱화 시 | 緊   | 양주에서 태주로 이관되었다. 1130년,1135년 진으로 격하되었다. 1149년 현으로 복구되고 태주의 속현이 되었다. 1161년 고우군으로 내속되었다. 1166년 고우군으로 돌아왔다가 다시 태주로 옮겨졌고 1177년 본군으로 내속되었다. |

### 안동주
978년 사주 연수현에서 연수군(漣水軍)을 분리신설했다. 1072년 군이 폐지되면서 현으로 격하되었고 초주에 내속되었다. 1087년 연수군이 재분리되었으나 1135년 다시 현으로 돌아갔다. 1162년 다시 군으로 독립되었다. 1228년 보응주에 속했으나 1234년 다시 군으로 분리되었다. 경정초에 안동주로 승격시켰다. 숭녕연간에는 19,579호 40,785명을 거느렸다. 망급현인 연수현(화이안 시 롄수이 현)만을 속현으로 두었다.

### 초신군
1129년 사주 우이현이 군으로 독립되었으나 1130년 현으로 격하되어 호주에 속했다. 1132년 사주에 속했다. 1137년 경동에 속하게 되었으나 1141년 천장군(天長軍)에 내속되었다. 1227년 금나라에 정복되었으나 1231년 수복했고 이에 초신군(招信軍)으로 개명되었다. 2현을 두었다.
| 현급   | 한자   | 대략적 위치                    | 현급                           | 비고 |
| ------ | ------ | ------------------------------ | ------------------------------ | --- |
| 천장현 | 天長縣 | 추저우 시 톈창 시              | 望                             | 천장군이었으나 996년 현으로 격하되었고 양주에 속하게 되었다. 1127년 군으로 독립했다가 1131년 현으로 격하되었다. 1141년 다시 군으로 독립했고 1143년 다시 현으로 격하되어 본군에 속하게 되었다. |
| 초신현 | 招信縣 | 추저우 시 밍광 시 여산호진일대 | 추저우 시 밍광 시 여산호진일대 | 1130년 호주로 내속되었다가 1134년 복구되었다. 1141년 천장군에 내속되었다가 1142년 군으로 독립되면서 천장현을 속현으로 두게 되었다.                                                            |

### 회안군
1235년(남송 이종 단평 2년), 금나라가 몽골 제국의 침공으로 무너진뒤 월남한 피난민들을 남송이 오하구(五河口)에 수용했고 애사(隘使)에게 둔전을 주었다. 1271년 6월, 군으로 승격되었다. 1현을 두었다.
| 현급   | 한자   | 대략적 위치 | 비고                                                                                  |
| ------ | ------ | ----------- | ------------------------------------------------------------------------------------- |
| 오하현 | 五河縣 |             | 1271년 증하, 경하, 타하, 충하, 회하의 이름을 따 오하구라고 한 것을 현으로 승격시켰다. |

### 청하군
1271년 9월 신설되었다. 청하현을 속현으로 두었다.
1. ↑  《송사》 권88 지리지 4 회남동로